# Меркулов, Михаил Иванович (Герой Социалистического Труда)
Михаил Иванович Меркулов (22 ноября 1928 — 6 июля 2012) — советский хозяйственный, государственный и политический деятель, бригадир монтажников 1-го Липецкого строительно-монтажного управления треста «Стальконструкция» Министерства монтажных и специальных строительных работ СССР. Герой Социалистического Труда.

## Биография
Родился 22 ноября 1928 года в селе Старая Ведуга ныне Семилукского района Воронежской области в крестьянской семье, русский.
В 1945 году поступил в Семилукскую школу фабрично-заводского обучения (ФЗО) после окончания которой участвовал в восстановлении разрушенного войной шамотного завода. В апреле 1946 года был направлен в Липецк, в управление № 9 треста «Липецкстрой», где стал работать монтажником. В дальнейшем возглавил комплексную бригаду в этом же строительном управлении. Участвовал в строительстве и монтаже доменных, прокатных, конвертерных цехов на Новолипецком металлургическом комбинате. Также выезжал с бригадой в командировки в различные города Советского Союза.
Указом Президиума Верховного Совета СССР от 19 июня] 1973 года за выдающиеся успехи, достигнутые на строительстве доменной печи № 5 Новолипецкого металлургического завода, Меркулову Михаилу Ивановичу присвоено звание Героя Социалистического Труда с вручением ордена Ленина и золотой медали «Серп и Молот».
В дальнейшем добивался высоких результатов, достигнутые на строительстве различных объектов, в строительстве и монтаже доменных, прокатных, конвертерных цехов. Награждался орденом «Знак Почёта» в 1976 году и третьим орденом Ленина в 1980 году. Занимался наставничеством. Подготовил много специалистов до выхода на заслуженный отдых.
Жил в Липецке. Умер 6 июля 2012 года.
Депутат Верховного Совета РСФСР 8-го созыва (1971—1975). Избирался членом Липецкого горкома КПСС.

## Награды
- Золотая медаль «Серп и Молот» (19.06.1973);
- орден Ленина (26.07.1966)
- орден Ленина (19.06.1973)
- орден Ленина (03.09.1980)
- орден Знак Почета (18.02.1976)
- Медаль «В ознаменование 100-летия со дня рождения Владимира Ильича Ленина» (1970)
- Медаль «За трудовое отличие» (25.05.1953)
- и другими
- Отмечен дипломами и почётными грамотами.